# Nannosquilla californiensis
Nannosquilla californiensis is een bidsprinkhaankreeftensoort uit de familie van de Nannosquillidae. De wetenschappelijke naam van de soort is voor het eerst geldig gepubliceerd in 1961 door Manning.